# Extracts from the Film A Hard Day's Night
EPs par The Beatles
Long Tall Sally
(1964) Extracts from the Album A Hard Day's Night
(1964)
Extracts from the Film A Hard Day's Night est le sixième EP britannique des Beatles. Il contient quatre des sept chansons de la face A de l'album A Hard Day's Night paru à l'été 1964 et présentes dans la bande originale du film du même nom. Les quatre chansons, composées par John Lennon et Paul McCartney, ont été enregistrées fin février 1964.
Le EP sort le 4 novembre 1964, deux jours avant son pendant issu de la face B de l'album, Extracts from the Album A Hard Day's Night. Il est le premier EP du groupe à ne pas entrer dans le top 30 des ventes de singles. Il se place en revanche durant trente semaines dans les charts d'EP, dont six en première place.

## Histoire

### Enregistrement
Au début de l'année 1964, les Beatles sont invités à tourner leur premier film, A Hard Day's Night. Pour les besoins de celui-ci, John Lennon et Paul McCartney doivent composer des chansons destinées à sa bande originale. Les premières d'entre elles sont enregistrées en février. Le 25, le groupe tente une première fois d'enregistrer la ballade And I Love Her de Paul McCartney, puis s'attaque à I Should Have Known Better de Lennon. Cependant, aucune des deux chansons ne donne satisfaction : la première ne correspond pas aux attentes du compositeur, tandis que la seconde est avortée par des crises de fous-rires.
Le 26 février, le travail reprend sur les deux chansons. Si celle de Lennon est finalement terminée, l'autre continue à poser problème. Enfin, le lendemain, deux dernières prises permettent d'en finir. If I Fell et Tell Me Why sont également enregistrées au cours de ce troisième jour.
Les mixages mono sont réalisés le 3 mars par le producteur George Martin et les ingénieurs du son Norman Smith et A.B. Lincoln.

### Parution
Lorsque les Beatles ont fait leurs débuts sur disque en 1963, les EP étaient une part importante du marché, à une époque où un album représente un investissement pour un jeune. Cependant, avec le groupe, une période de transition s'amorce, et lorsque sort Extracts from the Film A Hard Day's Night, les albums se vendent de mieux en mieux. EMI prend cependant la décision de rentabiliser les chansons de l'album A Hard Day's Night en les rééditant sur deux EP début novembre, pour être certain d'avoir un produit en vente pour les fêtes. Il reprend la pochette de l'album paru durant l'été.
Ceci explique les ventes médiocres de cet EP qui, contrairement à ses prédécesseurs, n'entre pas dans le top 30 des ventes de singles britanniques (il atteint la 34e place). L'échec reste relatif puisque le disque reste durant trente semaines dans les charts d'EP, donc six en première place (deux à partir du 12 décembre, trois à partir du 9 janvier 1965, puis une à partir du 6 février).
Avec les deux singles A Hard Day's Night et Can't Buy Me Love parus début 1964, l'EP fait que toutes les chansons du film à l'exception de I'm Happy Just to Dance With You sont parues sur 45 tours. C'est également le cas de toutes les chansons de la face B de l'album à l'exception de I'll Be Back, grâce à l'EP Extracts from the Album A Hard Day's Night qui sort le 6 novembre suivant et connaît un succès bien moindre, dans l'ombre de son prédécesseur.

## Analyse musicale

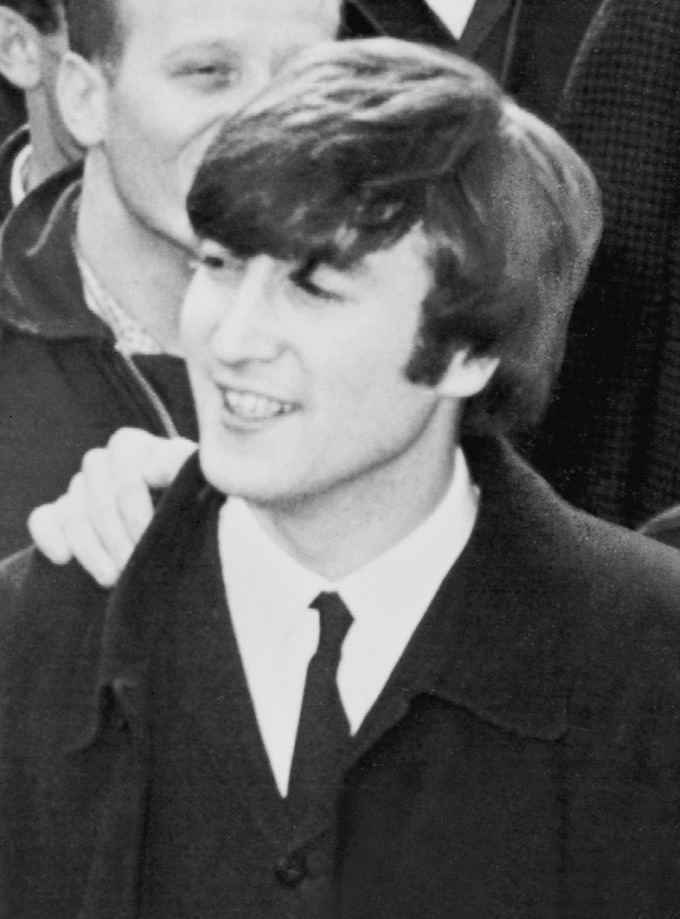
John Lennon et l'auteur de trois des quatre chansons de cet EP.

À l'image de l'album A Hard Day's Night, ce premier EP associé est majoritairement l'œuvre de John Lennon : dix des treize chansons de l'album sont de son cru, et cette proportion se retrouve puisque les trois premières pistes de l'EP sont de lui. Comme pour les précédentes publications sur ce format, Extracts from the Film A Hard Day's Night alterne deux chansons calmes et deux plus vivantes.
Ici, les ballades If I Fell de Lennon et And I Love Her de McCartney s'illustrent par leur douceur : sur la première, les guitares acoustiques et les harmonies vocales prédominent, tandis que sur la seconde, tout aussi acoustique, Ringo Starr échange sa batterie pour le son plus feutré de bongos. Lennon va jusqu'à parler de « premier Yesterday de Paul ».
En opposition viennent deux compositions plus rock de Lennon : I Should Have Known Better, portée par son harmonica est une chanson d'amour particulièrement optimiste, tandis que Tell Me Why est un rock rapide soutenu par les guitares électriques, des harmonies particulièrement toniques et un jeu de batterie vivant.

## Fiche technique

### Liste des chansons
| 1. | I Should Have Known Better | Lennon/McCartney | John Lennon | 2:44 |
| 2. | If I Fell                  | Lennon/McCartney | John Lennon | 2:22 |

| 3. | Tell Me Why    | Lennon/McCartney | John Lennon    | 2:10 |
| 4. | And I Love Her | Lennon/McCartney | Paul McCartney | 2:32 |

### Interprètes
- John Lennon : chant, guitare rythmique, harmonica
- Paul McCartney : chant, guitare basse
- George Harrison : chœurs, guitare solo
- Ringo Starr : batterie, bongos, claves

### Équipe de production
- George Martin : producteur
- Norman Smith : ingénieur du son
- Richard Langham : ingénieur du son (enregistrement)
- A.B. Lincoln : ingénieur du son (montage)